# Scatman Crothers
Benjamin Sherman „Scatman” Crothers (ur. 23 maja 1910, zm. 22 listopada 1986) – amerykański aktor, piosenkarz, tancerz i muzyk. Znany przede wszystkim z roli Louiego Wilsona w sitcomie Chico and the Man oraz roli Dicka Halloranna w filmie Lśnienie, za którą otrzymał Nagrodę Saturn w kategorii najlepszy aktor drugoplanowy w 1980.

## Życiorys
Crothers urodził się w Terre Haute w stanie Indiana. W wieku 15 lat rozpoczął karierę muzyczną jako perkusista w lokalnym zespole muzycznym. Własny zespół założył w 1930  i wraz z zespołem w 1948 wyjechał do Kalifornii.
W filmie zadebiutował w 1953 roku rolą Enocha Jonesa w filmie Meet Me at the Fair. Dobra znajomość z Jackiem Nicholsonem zaowocowała rolami Crothersa w czterech filmach z udziałem Nicholsona: Król Marvin Gardens (1972), The Fortune (1975), Lot nad kukułczym gniazdem (1975) oraz Lśnienie (1980). Ponadto Scatman pracował jako narrator w kilku filmach animowanych m.in. Aryskotraci i Hong Kong Phooey.
Crothers w 1937 ożenił się z Helen Sullivan, z którą miał córkę Donnę. W 1985 roku wykryto u niego nowotwór złośliwy w lewym płucu. Pomimo choroby Crothers starał się pracować. W 1986 nowotwór rozprzestrzenił się do przełyku. Zmarł na zapalenie płuc, wywołane przez raka płuca, w dniu 22 listopada 1986 w Van Nuys w stanie Kalifornia. Został pochowany obok swojej żony w Forest Lawn Memorial Park.

## Filmografia
- King Cole Trio & Benny Carter Orchestra (1950)
- Yes Sir, Mr. Bones (1951)
- The Return of Gilbert and Sullivan (1952)
- Meet Me at the Fair (1953)
- Surprising Suzie (1953)
- East of Sumatra (1953)
- Walking My Baby Back Home (1953)
- Johnny Dark (1954)
- Between Heaven and Hell (1956)
- Tarzan and the Trappers (1958)
- The Gift of Love (1958)
- The Sins of Rachel Cade (1961)
- Lady in a Cage (1964)
- The Patsy (1964)
- The Family Jewels (1965)
- Three On A Couch (1966)
- Hook, Line & Sinker (1969)
- Hello, Dolly! (1969)
- Bloody Mama (1970)
- The Great White Hope (1970)
- Aryskotraci (1970)
- Chandler (1971)
- Lady Sings the Blues (1972)
- Król Marvin Gardens (1972)
- Slaughter's Big Rip-Off (1973)
- Detroit 9000 (1973)
- Black Belt Jones (1974)
- Truck Turner (1974)
- Win, Place or Steal (1975)
- Linda Lovelace for President (1975)
- The Fortune (1975)
- Coonskin (1975)
- Lot nad kukułczym gniazdem (1975)
- Friday Foster (1975)
- Stay Hungry (1976)
- Rewolwerowiec (1976)
- Chesty Anderson, USN (1976)
- Express Srebrna Strzała (1976)
- Roots: The Saga of an American Family (1977)
- Mean Dog Blues (1978)
- The Cheap Detective (1978)
- Scavenger Hunt (1979)
- Lśnienie (1980)
- Bronco Billy (1980)
- Zapped! (1982)
- Deadly Eyes (1982)
- Twilight Zone: The Movie (1983)
- Two of a Kind (1983)
- Podróż Natty Gann (1985)
- The Transformers: The Movie (1986)

## Dyskografia
- Rock 'n Roll with Scatman (1956)
- Gone with Scatman (1960)
- Big Ben Sings (1973)
- Oh Yeah! (1998)